# Miran Jarc

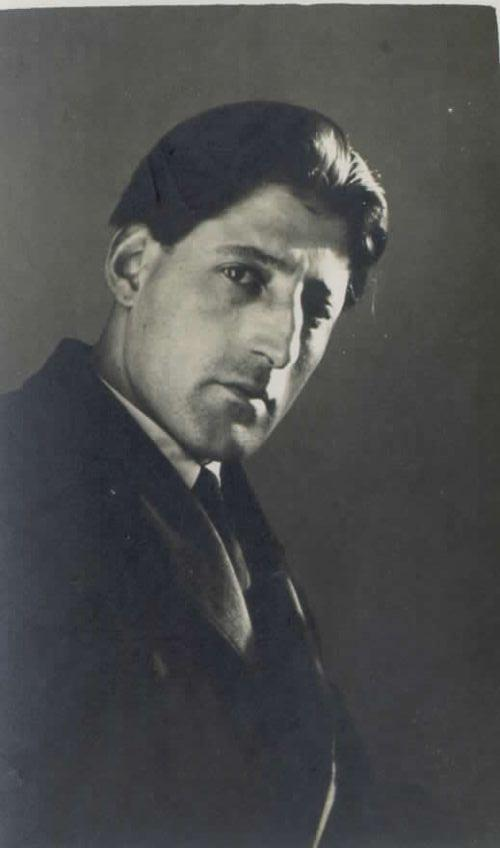
Miran Jarc

Miran Jarc (Črnomelj, 5 juli 1900 – ?, augustus 1942) was slavist en Sloveens dichter. Hij studeerde slavistiek in Ljubljana en Zagreb, vervolgens werkte hij als bankbediende. In 1942 werd hij door de Italiaanse bezetter gearresteerd en geïnterneerd. Bij Verd in Slovenië werd de trein waarin Jarc zich op transport bevond staande gehouden, waarop hij vluchtte en zich bij de partizanen aansloot. Tijdens een Italiaans offensief rondom Kočevski Rog kwam Miran Jarc om het leven. De precieze datum van zijn dood en zijn begraafplaats zijn onbekend. Als auteur, acteur en violist was hij actief voor het Sloveense marionettentheater; hij schreef voor dit theater onder andere vijf eenakters. Zijn eerste gedicht werd in 1918 in het tijdschrift Ljubljanski Zvon gepubliceerd. Zijn dichtbundel Človek in noč (De Mens en de Nacht) is een van de belangrijkste lyrische scheppingen van het Sloveens expressionisme. Van zijn gedichten zijn voorts de bundels Novembrske pesmi (Novembergedichten) en Lirika (Lyriek) van belang. Miran Jarc schreef twee romans: Novo mesto (genoemd naar de stad Novo mesto) en Črna roža (De Zwarte Roos).
- Gemeinsame Normdatei: 120232332
- International Standard Name Identifier: 0000 0001 1053 7256
- Library of Congress Control Number: no93013612
- Nationale Bibliotheek van Tsjechië: js20020805179
- Système universitaire de documentation: 19318236X
- Virtual International Authority File: 35281855
- WorldCat: E39PBJvhvdR7RwPkGXFPYMbrv3